# Telephium sphaerospermum
Telephium sphaerospermum är en kransörtsväxtart som beskrevs av Pierre Edmond Boissier. Telephium sphaerospermum ingår i släktet Telephium och familjen kransörtsväxter. Inga underarter finns listade i Catalogue of Life.